# Pauline Johnson
Pour les articles homonymes, voir Pauline Johnson (actrice) et Johnson.
Emily Pauline Johnson, plus connue sous le nom de Pauline Johnson ou E. Pauline Johnson ou encore sous le nom de Tekahionwake  est une écrivaine et artiste canadienne née le 10 mars 1861 dans la réserve indienne des Six Nations (Haut-Canada, aujourd'hui en Ontario) et morte le 7 mars 1913 à Vancouver en Colombie-Britannique. D'origine mohawk par son père et anglaise par sa mère, elle est surtout connue pour ses poésies célébrant la culture des Amérindiens du Canada.
Un de ses poèmes les plus populaires est The Song my Paddle Sings (« La chanson que chante ma pagaie »).

## Biographie
Née en mars 1861, benjamine d'une fratrie de quatre enfants,, Pauline Johnson est la fille d'un chef mohawk, George Henry Johnson (1816 – 1884), et de son épouse d'origine anglaise Emily Susanna Howells (1824-1898), cousine du romancier William Dean Howells,. Elle est élevée par ses parents dans le respect à la fois de la culture européenne et de la culture amérindienne. La famille Johnson vit une existence aisée, et  bourgeoise dans leur demeure, Chiefswood, où ils reçoivent des personnalités comme l'inventeur Alexander Graham Bell, le peintre Homer Watson ou encore Lord Dufferin, le gouverneur général du Canada.
Le grand-père paternel de Pauline, John Smoke Johnson, joue un rôle important dans son intérêt pour la culture amérindienne. À l'âge adulte, en 1886, elle décide d'adopter le nom mohawk « Tekahionwake » qui est originellement celui de son grand-père paternel et qui signifie « double wampum », le wampum désignant la ceinture traditionnelle à caractère religieux portée par les Amérindiens. L'expression « double wampum » doit être comprise comme signifiant « double vie »<.
Peu après la mort de son père, Pauline suit sa mère qui quitte Chiefswood (la demeure est alors mise en location) pour habiter dans un logement modeste situé à Brantford en Ontario,.
Durant les années 1880, Pauline Johnson écrit des poèmes et joue dans des théâtres amateurs. Sa première poésie publiée paraît en 1884 dans la revue Gems of Poetry. Ses écrits qui magnifient l'amour, les paysages et le mode de vie du Canada, sont publiés aussi dans des journaux ou revues comme The Globe and Mail, The Week ou Saturday Night.

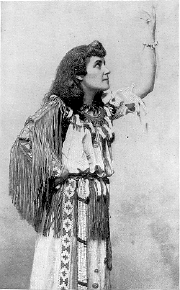
Pauline Johnson dans ses vêtements traditionnels.

Le 16 janvier 1892, elle déclame son poème A Cry from an Indian Wife au cours du Canadian Authors Evening (« soirée des auteurs canadiens »), un événement organisé par Franck Yeigh du Young Men's Liberal Club,. Selon Franck Yeigh, cette apparition est à l'origine de la célébrité de Pauline Johnson qui pendant quinze ans arpente les planches des salles de spectacles du Canada, des États-Unis et de l'Angleterre pour y réciter ses poèmes, désormais vêtue de vêtements traditionnel. En 1895, un premier recueil de poésie est publié en Angleterre (The White Wampum (incluant un de ses poèmes les plus connus The Song my Paddle Sings).
En août 1909, sa santé faiblit. Elle se retire en Colombie-Britannique où elle continue d'écrire, s'inspirant notamment des histoires que lui raconte son ami le chef squamish Joe Capilano. Cette collaboration donne naissance à un recueil de textes intitulé The Legends of Vancouver (bien que Pauline Johnson souhaitait que le titre du recueil soit The Legends of the Capilanos, en hommage à Joe Capilano).
Vers 1911 elle apprend qu'elle est atteinte d'un cancer du sein incurable, elle continue néanmoins d'écrire. Le recueil de tous ses textes Flint and Feather sera publié en un volume unique avec une souscription qui l'aidera à payer ses frais médicaux. Le prince Arthur, alors gouverneur général du Canada, lui rend visite durant sa maladie au Bute Hospital le 20 septembre 1912. Elle meurt le 7 mars 1913.

## Postérité
Durant la période qui suit sa mort en 1913, son œuvre sera relativement oubliée, mais dans le milieu des années 1920, il y aura un regain d'intérêt pour ses poésies et on commencera à faire apprendre son poème The Song my Paddle Sings aux écoliers canadiens.
En 1961, pour son centenaire, le gouvernement canadien lui a rendu hommage en éditant un timbre à son effigie. Cette même année, Chiefswood, la demeure familiale, est restaurée et transformée en musée.
Les cendres de Pauline Johnson ont été enterrées au Stanley Park à Vancouver, un endroit qu'elle appréciait énormément, à proximité de Siwash Rock, un rocher isolé de matière volcanique d'une quinzaine de mètres de haut. L'emplacement est marqué par un monument constitué par un bloc de pierre gravé du profil de Pauline Johnson.

## Ouvrages

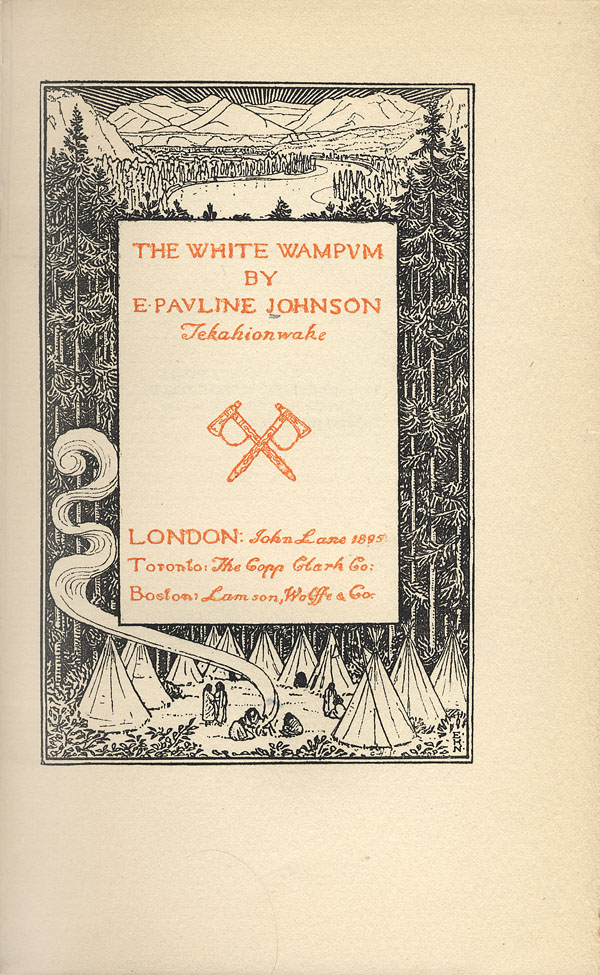
Couverture de l'édition de 1895 du recueil The White Wampum.

- 1895 : The White Wampum (premier recueil de poésies, incluant son fameux poème The Song my Paddle Sings)
- 1903 : Canadian Born (second recueil de poésies)
- 1911 : Legends of Vancouver (disponible en ligne, par exemple sur Projet Gutenberg)
- 1912 : Flint and Feather (recueil de l'ensemble de ses poésies)
- 1913 : The Shagganappi (publication posthume)
- 1913 : The Mocassin Maker (publication posthume)
- 2012: Légendes de Vancouver (traduction française de Legends of Vancouver par Chantal Ringuet), Boucherville, Presses de Bras-d'Apic, 2012.
- 2018 : Poèmes, première traduction française par Corinne Beoust, éd. Les 17 muscles de la langue, mai 2018.